# زنان سفیدپوش

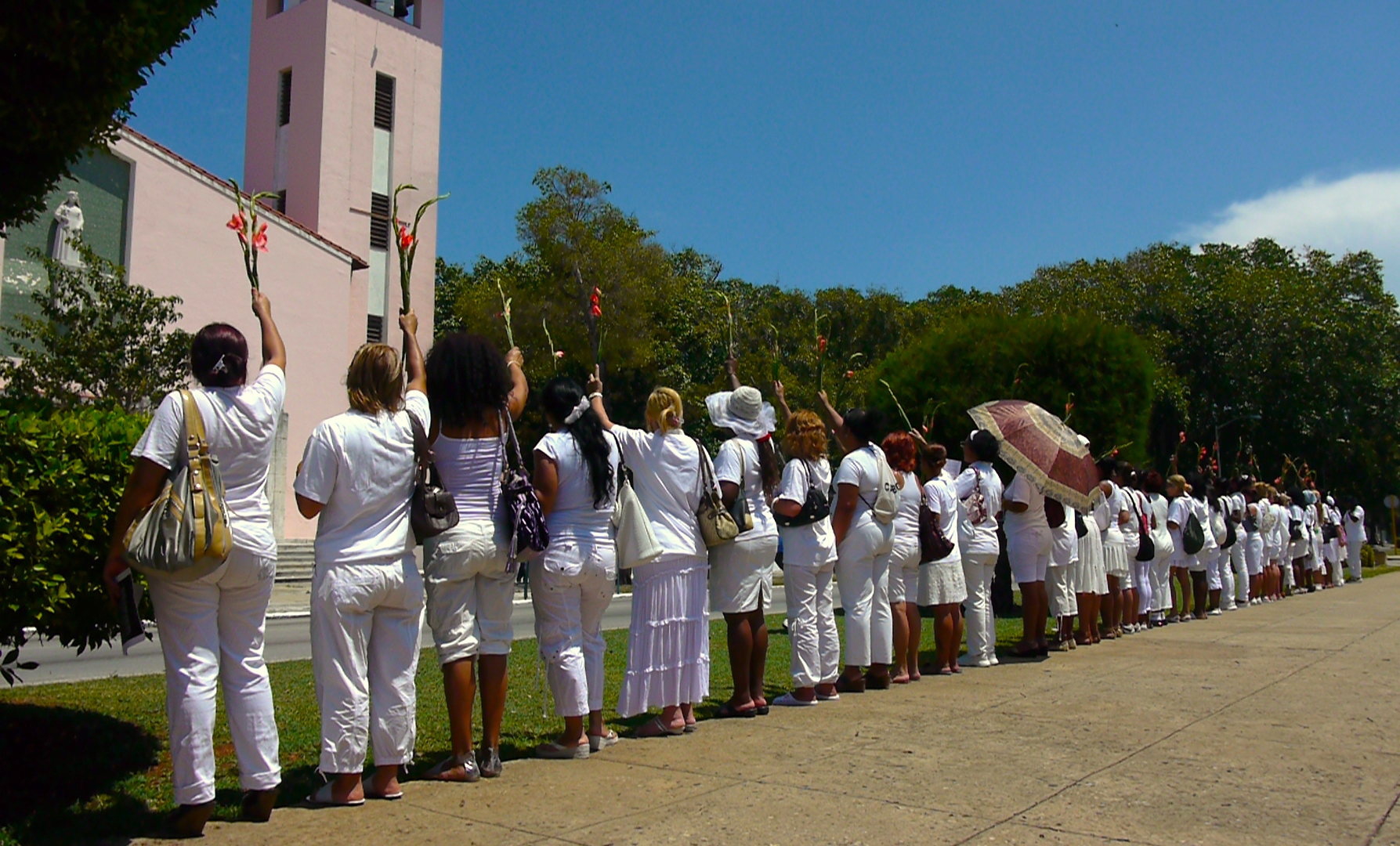
تظاهرات زنان سفیدپوش در هاوانا (آوریل ۲۰۱۲)

زنان سفیدپوش (اسپانیایی: Damas de Blanco‎) یک جنبش مخالف در کوبا است که در سال ۲۰۰۳ توسط همسران و سایر زنان بستگان مخالفان زندانی و کسانی که توسط دولت ناپدید شده بودند، تأسیس شد. این زنان با پوشیدن لباس‌های سفید در هر یکشنبه با نیایش‌سرایی و سپس در خیابان‌ها، به زندانی کردن‌ها اعتراض می‌کنند. رنگ سفید به عنوان نماد صلح انتخاب شده‌است.
این جنبش در سال ۲۰۰۵، جایزه ساخاروف برای آزادی اندیشه را از پارلمان اروپا دریافت کرد.